# شریف‌آباد (قزوین)
شریف‌آباد (قزوین) روستایی از توابع بخش رودبارالموت شهرستان قزوین در استان قزوین ایران است. شریف‌آبادی‌ها تات‌زبان هستند.

## جمعیت
این روستا در دهستان الموت بالا قرار دارد و براساس سرشماری مرکز آمار ایران در سال ۱۳۸۵، جمعیت آن ۳۰۰ نفر (۳۵خانوار) بوده‌است.